# Bindhinna

Människans öga, bindhinna har nr. 13 på skissen.

Bindhinnan (konjunktiva, conjunctiva) är en slemhinna som täcker ögonvitan och ögonlockets insida. Bindhinnan gynnar rörelse av ögonklotet, producerar slem för tårfilmen samt verkar som en barriär mot infektion.
Det vanligaste besväret med bindhinnan är inflammation av denne (konjunktivit). Bindhinneinflammation kan orsakas av både infektion (bakterier eller virus) och allergi (exempelvis pollenallergi). Vanliga symptom är rinnande ögon (främst vid allergi), klibbiga ögon pga var (främst vid infektion), skavkänsla och röda/irriterade ögon. 
Utöver bindhinneinflammation finns även andra tillstånd i bindhinnan. Pinguecula är en snäll grågul bindhinneförtjockning belägen i ögonspringan som oftast inte kräver behandling. Pterygium är en överväxt av bindhinnan in över hornhinnan som främst orsakas av exponering av UV-ljus. Pterygium kan påverka synen och kan av denna anledning behöva opereras. 